# Marita Bikse
Marita Bikse (25 december 1948 - Kuldīga, 11 april 2016) is een voormalig Sovjetrussische basketbalspeelster.

## Carrière
Bikse speelde haar gehele basketbal carrière voor TTT Riga. Met TTT won ze negen Sovjet-kampioenschappen in 1966, 1968, 1969, 1970, 1971, 1972, 1973, 1975, 1976 en 1977. Één USSR Cup in 1969. Ook won ze tien Europese Cup-titels 1967, 1968, 1969, 1970, 1971, 1972, 1973, 1974, 1975 en 1977.
Als speler van de Letse SSR won ze drie keer de Spartakiad van de Volkeren van de USSR in 1967, 1971 en 1975.

## Erelijst
- Landskampioen Sovjet-Unie: 9
  - Winnaar: 1966, 1968, 1969, 1970, 1971, 1972, 1973, 1975, 1976, 1977
  - Tweede: 1974, 1978
- Bekerwinnaar Sovjet-Unie: 1
  - Winnaar: 1969
- EuroLeague Women: 10
  - Winnaar: 1967, 1968, 1969, 1970, 1971, 1972, 1973, 1974, 1975, 1977
- Spartakiad van de Volkeren van de USSR: 3
  - Winnaar: 1967, 1971, 1975